# Chrysiptera taupou
 Chrysiptera taupou és una espècie de peix de la família dels pomacèntrids i de l'ordre dels perciformes.

## Morfologia
Els mascles poden assolir els 8 cm de longitud total.

## Distribució geogràfica
Es troba des del Mar del Corall (incloent-hi el nord de la Gran Barrera de Corall) fins a Samoa.